# Fresné-la-Mère
Fresné-la-Mère is een gemeente in het Franse departement Calvados (regio Normandië) en telt 417 inwoners (1999). De plaats maakt deel uit van het arrondissement Caen.

## Geografie
De oppervlakte van Fresné-la-Mère bedraagt 8,2 km², de bevolkingsdichtheid is 50,9 inwoners per km².
De onderstaande kaart toont de ligging van Fresné-la-Mère met de belangrijkste infrastructuur en aangrenzende gemeenten.

## Demografie
Onderstaande figuur toont het verloop van het inwonertal (bron: INSEE-tellingen).
Vanwege een beveiligingsprobleem met de MediaWiki Graph-software is het momenteel niet mogelijk deze grafiek weer te geven. Zodra de software is bijgewerkt zal de grafiek vanzelf weer zichtbaar worden.
1. ↑  Populations de référence 2022.